# NGC 6707
NGC 6707 é uma galáxia espiral barrada (SBc) localizada na direcção da constelação de Telescopium. Possui uma declinação de -53° 49' 09" e uma ascensão recta de 18 horas, 55 minutos e 21,9 segundos.
A galáxia NGC 6707 foi descoberta em 8 de Julho de 1834 por John Herschel.